# The Word Alive
The Word Alive — американская музыкальная группа, образованная в городе Финикс, штат Аризона, в 2008 году. В настоящее время  состоит из вокалиста Тайлера Смита и гитариста Зака Хансена. Группа подписана на лейбл Fearless Records. Выпущенный в 2009 году дебютный релиз на лейбле, мини-альбом "Empire", достиг 15 места в чарте Top Heatseekers и получил хорошие отзывы. В следующем, 2010 году группа записала и выпустила первый полноформатный альбом "Deceiver", который добрался до 97 строчки Top Independent Albums.

## История

### Формирование (2008)
The Word Alive была основана в 2008 году Крейгом Мэббитом (вокал) и бывшими участниками Calling of Syrens и Clouds Take Shape Заком Хансеном (гитара) и Тони Пизути (гитара). Группа являлась сайд-проектом Мэббита, игравшего в основной своей группе Escape the Fate. Позже к группе присоединились Ник Юрлачер (бас-гитара), Дасти Рич (клавишные) и Тони Агилера (ударные) группа записала песни и планировала выпустить их как одноимённый себе ЕР, однако этого не произошло. Вскоре Мэббиту пришлось покинуть группу, так как работа с Escape The Fate не позволяла ему полноценно уделять внимание The Word Alive. Днём позже, он сообщил в своём блоге, что уход не являлся его решением и что "пока я был в дороге, The Word Alive нашли мне полноценную замену, потому что они хотели выступать, в то время как я не имел возможности быть с ними, я собрал группу с этими ребятами и мне больно, что они нашли мне замену, пока я был в туре... это дерьмо". 3 декабря группа официально анонсировала, что её новым фронтменом стал Тайлер "Telle" Смит, бывший вокалист In Fear and Faith и басист Greeley Estates.
Чувствуя застой в развитии группы, приход в неё Смита дал толчок выходу амбиций группы. Их цели и стремления стали более реальными и они приступили к работе над тем, что позже станет мини-альбомом "Empire".

### Empire(2009—2010)
26 марта группа объявила, что заключила контракт с лейблом Fearless Records. Смит заявил, что "Мы надеемся выступать, выступать и выступать... Мы не можем быть более счастливы или благодарны, чем быть прямо сейчас в туре, я думаю, что несмотря на то, что нам повезло в начале тура, мы никогда не пропустим выступление, мы сохраняем позитивный настрой и это нас сделает более сильной группой". the Word Alive при поддержке лейбла начали запись EP "Empire" вместе с продюсером Эндрю Уэйтом в Окала, штат Флорида. Он был выпущен 21 июля 2009 и поднялся до 15 места чарта Billboard Heatseekers.

## Участники
Текущий состав
- Зак Хансен – гитара, бэк-вокал (2008–настоящее время), клавишные, программирование (2012–настоящее время)
- Тайлер "Telle" Смит – вокал (2008–настоящее время)
- Даниэль Нельсон – ударные (2022–настоящее время)
- Хосе Дельрио – гитара, бэк-вокал (2022–настоящее время)

Бывшие участники
- Крейг Мэббит – вокал (2008)
- Ник Юрлачер – бас-гитара (2008–2010)
- Тони Агилера – ударные (2008–2010)
- Дасти Рич – клавишные, программирование (2008–2012)
- Джастин Салинас – ударные (2010–2012)
- Люк Холланд – ударные (2012–2016)
- Даниэль Шапиро – бас-гитара (2011–2017), бэк-вокал (2013–2017)
- Тони Пизути – гитара, бэк-вокал (2008–2021), клавишные, программирование (2012–2021)
- Мэтт Хорн – ударные (2018–2021; как сессионный участник 2012, 2017–2018)

Сессионные участники
- Райан Дэминсон – бас-гитара (2017–2018)

Временная шкала

## Альбомы

### Полноформатные альбомы
| Год  | Сведения                                                                                        | Позиции в чартах | Позиции в чартах | Позиции в чартах | Позиции в чартах | Позиции в чартах |
| Год  | Сведения                                                                                        | US 200           | US Hard Rock     | US Indie         | AUS              | UK               |
| ---- | ----------------------------------------------------------------------------------------------- | ---------------- | ---------------- | ---------------- | ---------------- | ---------------- |
| 2010 | Deceiver - Релиз: 31 августа 2010 - Лейбл: Fearless Records - Формат: CD, цифровая дистрибуция  | 97               | 14               | 15               | —                | —                |
| 2012 | Life Cycles - Релиз: 3 июля 2012 - Лейбл: Fearless Records - Формат: CD, цифровая дистрибуция   | 50               | 5                | 7                | 30               | —                |
| 2014 | Real - Релиз: 10 июня 2014 - Лейбл: Fearless Records - Формат: CD, цифровая дистрибуция         | 33               | 4                | 7                | 11               | 28               |
| 2016 | Dark Matter - Релиз: 18 марта 2016 - Лейбл: Fearless Records - Формат: CD, цифровая дистрибуция | 74               | 7                | 5                |                  |                  |
| 2018 | Violent Noise - Релиз: 4 мая 2018 - Лейбл: Fearless Records - Формат: CD, цифровая дистрибуция  |                  |                  |                  |                  |                  |

### EP
| Год  | Сведения                                                                                     |
| ---- | -------------------------------------------------------------------------------------------- |
| 2008 | The Word Alive - Релиз: 3 ноября 2008 - Лейбл: Самовыпуск - Формат: CD, цифровая дистрибуция |
| 2009 | Empire - Релиз: 21 июля 2009 - Лейбл: Fearless Records - Формат: Цифровая дистрибуция        |

## Видеография
- "The Only Rule Is That There Are No Rules" (2009)1
- "2012" (совместно с Леви Бентоном из Miss May I) (2011)
- "The Wretched" (2011)2
- "Wishmaster" (2012)2
- "Entirety" (2012)
- "Life Cycles" (2012)
- "Play the Victim" (2014)3
- "Lighthouse" (2014)
- "The Runaway" (2014)
- "Sellout" (2016)
- "Trapped" (2016)
- "Why Am I Like This?" (2018)

Указания:
- 1 Эта песня из Empire 2009 года выпуска, несмотря на то, что клип был снят в 2011
- 2 Live music video
- 3 Lyric video